# Тась, Дмитрий
Дмитрий Тась (укр. Дмитро Тась), настоящее имя Дмитрий Михайлович Могилянский (укр. Дмитро Михайлович Могилянський; 28 января 1901, Чернигов — 28 февраля 1938, Московская область) — советский украинский писатель и поэт; сын писателя Михаила Могилянского, брат поэтессы Лады Могилянской. Репрессирован и расстрелян, в связи с чем относится к писателям так называемого «Расстрелянного возрождения».

## Биография
Родился 28 января 1901 года в Чернигове. Украинец. Окончил Черниговскую гимназию и Черниговский педагогический институт. Первые произведения появились в 1918 году на страницах Черниговской земской газеты, выпущены в сборниках «Голод» (Чернигов, 1919) и «Квартали» (Харьков, 1924). С 1925 года проживал в Киеве.
Произведения Тася печатались в украиноязычных журналах — киевских «Глобус», «Життя і революція», «Нова громада», харьковских «Всесвіт», «Кіно», «Літературний ярмарок», «Червоний шлях», черниговском «Селянське життя», а также газетах на украинском «Література, наука, мистецтво», «Кооперація голодаючим», «Чернігівська земська газета», «Чернігівщина» и многих других. Известен благодаря переводам произведений Антона Чехова на украинский язык. Подготовил сборник стихотворений «Чорний парус», который так и не был издан. С 1930 года проживал в Харькове, работал журналистом в газетах «Пролетарська правда», «Знання», «Піонерія», «Соціялістична Харківщина».
Тась входил в объединение украинских писателей и поэтов «Мастерская революционного слова». Лирика Тася отличается доскональностью формы. Критик Яков Савченко относил Дмитрия Тася и Дмитрия Фальковского к ведущим представителям неосимволизма в украинской литературе.
28 января (по другим данным 30 января) 1938 года Дмитрий Тась был арестован НКВД, 25 февраля того же года тройкой при УНКВД по Московской области по обвинению в «активной контрреволюционной работе на Украине» приговорён к высшей мере наказания. Расстрелян 28 февраля 1938 года. Похоронен в Московской области, в Бутово. Посмертно реабилитирован в марте 1958 года.
Сын Дмитрия Тася, Ерема Дмитриевич Могилянский (1924—1941), участвовал в Великой Отечественной войне и погиб (по другим данным, числится пропавшим без вести) под Москвой.